# الحسن بكري

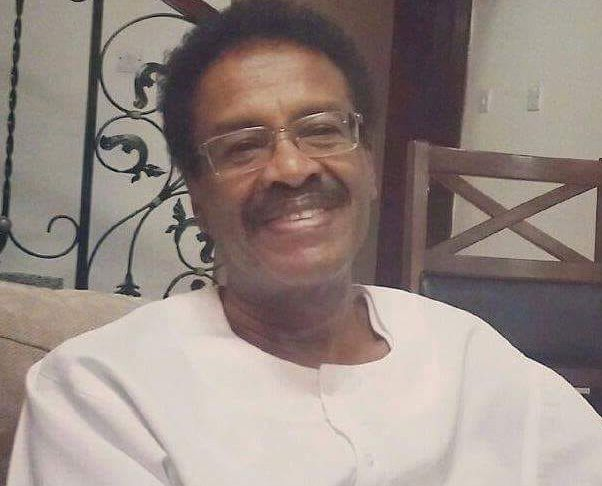
الحسن بكري - روائي سوداني

الحسن بكري روائي سوداني ولد عام 1955 في ودسلفاب إحدى قرى مشروع الجزيرة، حاز على جائزة الطيب صالح للإبداع الروائي في دورتها الأولى عام 2003 عن روايته أحوال المحارب القديم.

## المراحل الدراسية
```
أنهى المرحلة الثانوية في مدينة 
رفاعة
، درس في كلية الاداب قسم اللغة الإنجليزية تخصص ادب إنجليزي في 
جامعة الخرطوم
 وتخرج منها عام 
1979
، وحصل على درجة الماجستير في تدريس اللغة الإنجليزية من 
جامعة أستون
 في مدينة 
برمنغهام
 في 
بريطانيا
 في عام 
1989
.
```

## الحياة العملية
```
عمل مدرساً ومحاضراً للغة الإنجليزية في عدة جامعات سودانية وخليجية من بينها 
جامعة الجزيرة
 
وجامعة السودان للعلوم والتكنولوجيا
، كما عمل محاضراً للغة الإنجليزية في 
جامعة قطر
.نشر مقالات متفرقة في السياسة والنقد الأدبي والترجمة بالصحف والمجلات السودانية والعربية. شارك في العديد من الندوات والأمسيات الثقافية في السودان وقطر.
```

## الاعمال الروائية
- عرق محبة ، صدرت عن دار المصورات - الخرطوم 2021 [7]
- حكاية مدينة واحدة صدرت عن دار العين - القاهرة عام 2018.
- رواية طقس حار صادرة عن الدار العربية للعلوم- ناشرون عام 2011.
- أحوال المحارب القديم صدرت عن مركز عبد الكريم ميرغني الثقافي عام 2004.
- سمر الفتنة، صدرت عن الشركة العالمية للطباعة والنشر، الخرطوم، 2002.
- أهل البلاد الشاهقة، صادرة عن دار الأهالي، دمشق، 1997.
- ما مضي من غرام. صادرة عن دار المصورات، مصر 2025[8]